# Yuki Kaneko (fotbollsspelare född 1982)
Yuki Kaneko (金子 勇樹 Kaneko Yuki?), född 29 maj 1982 i Tokyo prefektur, är en japansk före detta fotbollsspelare.
Kaneko började sin karriär 2000 i Yokohama F. Marinos. Med Yokohama F. Marinos vann han japanska ligan 2003, 2004 och japanska ligacupen 2001. 2004 flyttade han till Consadole Sapporo. Han avslutade karriären 2007.